# Epirinus validus
Epirinus validus là một loài bọ cánh cứng trong họ Bọ hung (Scarabaeidae).